# Liste des tournées et concerts d'Anitta
 (avril 2023).
La mise en forme du texte ne suit pas les recommandations de Wikipédia : il faut le « wikifier ».
Les points d'amélioration suivants sont les cas les plus fréquents. Le détail des points à revoir est peut-être précisé sur la page de discussion.
- Les titres sont pré-formatés par le logiciel. Ils ne sont ni en capitales, ni en gras.
- Le texte ne doit pas être écrit en capitales (les noms de famille non plus), ni en gras, ni en italique, ni en « petit »…
- Le gras n'est utilisé que pour surligner le titre de l'article dans l'introduction, une seule fois.
- L'italique est rarement utilisé : mots en langue étrangère, titres d'œuvres, noms de bateaux, etc.
- Les citations ne sont pas en italique mais en corps de texte normal. Elles sont entourées par des guillemets français : « et ».
- Les listes à puces sont à éviter, des paragraphes rédigés étant largement préférés. Les tableaux sont à réserver à la présentation de données structurées (résultats, etc.).
- Les appels de note de bas de page (petits chiffres en exposant, introduits par l'outil «  Source ») sont à placer entre la fin de phrase et le point final[comme ça].
- Les liens internes (vers d'autres articles de Wikipédia) sont à choisir avec parcimonie. Créez des liens vers des articles approfondissant le sujet. Les termes génériques sans rapport avec le sujet sont à éviter, ainsi que les répétitions de liens vers un même terme.
- Les liens externes sont à placer uniquement dans une section « Liens externes », à la fin de l'article. Ces liens sont à choisir avec parcimonie suivant les règles définies. Si un lien sert de source à l'article, son insertion dans le texte est à faire par les notes de bas de page.
- La présentation des références doit suivre les conventions bibliographiques. Il est recommandé d'utiliser les modèles {{Ouvrage}}, {{Chapitre}}, {{Article}}, {{Lien web}} et/ou {{Bibliographie}}. Le mode d'édition visuel peut mettre en forme automatiquement les références.
- Insérer une infobox (cadre d'informations à droite) n'est pas obligatoire pour parachever la mise en page.

Pour une aide détaillée, merci de consulter Aide:Wikification.
Si vous pensez que ces points ont été résolus, vous pouvez retirer ce bandeau et améliorer la mise en forme d'un autre article.
La chanteuse et actrice brésilienne Anitta s'est lancée dans quatre tournées, dont une dans le monde entier. Elle a également donné trois concerts promotionnels. Sa première tournée de sa carrière a été le Tour das Poderosas Tour, qui a fait le tour du Brésil, des États-Unis et de l'Europe, faisant la promotion de son premier album, Anitta, en 2013. En 2014, il débute le Tour Meu Lugar, sa deuxième tournée. Avec la sortie du troisième album studio, Anitta s'est lancée dans le Bang Tour en avril 2016 jusqu'en décembre 2017. Le 27 juillet 2019, Anitta a commencé la tournée à l'appui de ses quatre albums studio, Kisses (2019): Kisses Tour . La tournée a déjà parcouru des pays comme la Belgique, la Suisse, l' Espagne, l' talie , l'Angleterre, le Portugal, les États - Unis, le Brésil, la République tchèque et l'Uruguay.

## Promotionnel
| Titre | Date                                 | Continents      | Nombre de shows |
| --- | ------------------------------------ | --------------- | --------------- |
| Chá da Anitta | 29 novembre 2014 – 19 septembre 2016 | Amérique du Sud | 11              |
| Chá da Anitta est une tournée spéciale en partenariat avec l'événement musical de Rio Chá da Alice . Contrairement à d'autres tournées, chaque spectacle à Chá da Anitta a un thème différent, avec un répertoire, des décors, des costumes et des chorégraphies développés spécialement pour la fête. |                                      |                 |                 |
| Show das Poderosinhas | 10 octobre 2015 – 27 octobre 2019    | Amérique du Sud | 28              |
| La tournée s'adresse aux enfants et aux jeunes, avec un répertoire, des décors, des costumes et des chorégraphies développés spécialement pour la fête. |                                      |                 |                 |
| Made in Brazil | 16 juin 2018 – 6 juillet 2018        | 7               |                 |
| La tournée a été dirigée par Rodrigo Pitta et a rendu hommage à la culture brésilienne, comme la chanteuse brésilienne Carmem Miranda portant un costume similaire et interprétant le même choro Tico-Tico no Fubá, la chanson Garota de Ipanema, de Tom Jobim et le Promenade de Copacabana,.         |                                      |                 |                 |
| Tournée européenne d'été 2022 | 21 juin 2022 – 17 juillet 2022       | L'Europe        | 11              |
| Tournée dédiée à l'Europe, où la chanteuse s'est produite aux festivals Rock in Rio à Lisbonne et Lollapalooza en Suède. |                                      |                 |                 |

## Blocs
| Titre | Date                      | continents      | nombre de spectacles |
| --- | ------------------------- | --------------- | -------------------- |
| Bloco das Poderosas | 14 janvier 2016 — présent | Amérique du Sud | 16                   |
| Le spectacle est un bloc carnavalesque créé par la chanteuse brésilienne Anitta pour le carnaval qui se déroule depuis 2016 entre janvier et mars,. |                           |                 |                      |

## Présentations

### Années 2010
| Date              | Événement / Lieu                                  | Pays        | Canção |
| ----------------- | ------------------------------------------------- | ----------- | --- |
| 03 septembre 2013 | Prêmio Multishow de Música Brasileira 2013        | Brésil      | - "Show das Poderosas" - "Meiga e Abusada" - "Não Para" |
| 28 décembre 2013  | Caldeirão de Ouro 2013                            | Brésil      | - "Show das Poderosas" |
| 17 février 2014   | 5 Para a Meia Noite                               | Portugal    | - "Show das Poderosas" |
| 19 février 2014   | Los 40 principales                                | Espagne     | - "Show das Poderosas" |
| 16 mars 2014      | Melhores do Ano de 2013                           | Brésil      | "Show das Poderosas" |
| 23 mai 2014       | Sálvame                                           | Espagne     | - "Show das Poderosas" |
| 23 mai 2014       | Los40 Primavera Pop Barcelona                     | Espagne     | - "Show das Poderosas" |
| 24 mai 2014       | Los40 Primavera Pop Madrid                        | Espagne     | - "Show das Poderosas" |
| 28 octobre 2014   | Prêmio Multishow de Música Brasileira 2014        | Brésil      | - "Blá Blá Blá" |
| 20 novembre 2014  | Grammy Latino de 2014                             | États-Unis  | - "Zen" |
| 08 décembre 2014  | Altice Arena                                      | Portugal    | - "Não Para" - "Menina Má" - "Proposta" - "Cachorro Eu Tenho Em Casa" - "Eu Sou Assim" - "Fica Só Olhando" - "Ritmo Perfeito" - "Achei" / "Príncipe de Vento" - "Zen" - "Quem Sabe" - "Música de Amor" - "Cobertor" - "Mulher" - "Eu Vou Ficar (Remix)" - "Tá na Mira" - "Meiga e Abusada" - "Na Batida" - "Movimento da Sanfoninha" - "No Meu Talento" - "Blá Blá Blá" - "Show das Poderosas" |
| 03 janvier 2015   | Caldeirão de Ouro 2015                            | Brésil      | - "Blá Blá Blá |
| 03 mai 2015       | Diamond Hall                                      | Japon       | - "Não Para" - "Menina Má" - "Proposta" - "Cachorro Eu Tenho Em Casa" - "Eu Sou Assim" - "Fica Só Olhando" - "Ritmo Perfeito" - "Achei" / "Príncipe de Vento" - "Zen" - "Quem Sabe" - "Música de Amor" - "Cobertor" - "Mulher" - "Eu Vou Ficar (Remix)" - "Tá na Mira" - "Meiga e Abusada" - "Na Batida" - "Movimento da Sanfoninha" - "No Meu Talento" - "Blá Blá Blá" - "Show das Poderosas" |
| 04 mai 2015       | DIFFER Ariake                                     | Japon       | - "Não Para" - "Menina Má" - "Proposta" - "Cachorro Eu Tenho Em Casa" - "Eu Sou Assim" - "Fica Só Olhando" - "Ritmo Perfeito" - "Achei" / "Príncipe de Vento" - "Zen" - "Quem Sabe" - "Música de Amor" - "Cobertor" - "Mulher" - "Eu Vou Ficar (Remix)" - "Tá na Mira" - "Meiga e Abusada" - "Na Batida" - "Movimento da Sanfoninha" - "No Meu Talento" - "Blá Blá Blá" - "Show das Poderosas" |
| 05 mai 2015       | Clube Mauí                                        | Japon       | - "Não Para" - "Menina Má" - "Proposta" - "Cachorro Eu Tenho Em Casa" - "Eu Sou Assim" - "Fica Só Olhando" - "Ritmo Perfeito" - "Achei" / "Príncipe de Vento" - "Zen" - "Quem Sabe" - "Música de Amor" - "Cobertor" - "Mulher" - "Eu Vou Ficar (Remix)" - "Tá na Mira" - "Meiga e Abusada" - "Na Batida" - "Movimento da Sanfoninha" - "No Meu Talento" - "Blá Blá Blá" - "Show das Poderosas" |
| 1 septembre 2015  | Prêmio Multishow de Música Brasileira 2015        | Brésil      | - "Gatas Extraordinárias" |
| 15 octobre 2015   | Meus Prêmios Nick 2015                            | Brésil      | - "Deixa Ele Sofrer" |
| 13 décembre 2015  | Melhores do Ano de 2015                           | Brésil      | - "Bang" |
| 02 janvier 2016   | Caldeirão de Ouro 2016                            | Brésil      | - "Deixa Ele Sofrer" |
| 05 août 2016      | Ouverture des Jeux olympiques d'été de 2016       | Brésil      | - "Isso Aqui, O Que É?" (com Gilberto Gil e Caetano Veloso) |
| 25 octobre 2016   | Prêmio Multishow de Música Brasileira 2016        | Brésil      | - "Show das Poderosas" - "Bang" - "Deixa Ele Sofrer" - "Ritmo Perfeito" - "Zen" - "Essa Mina É Louca" - "Cobertor" - "Meiga e Abusada" - "Blá Blá Blá" - "Sim ou Não" - "Movimento da Sanfoninha" - "Blecaute" (com Jota Quest) |
| 13 novembre 2016  | Villa Mix                                         | Brésil      | - "Não Para" - "Na Batida" - "Ritmo Perfeito" - "Ginza" - "Bang" - "Blecaute" - "Deixa Ele Sofrer" - "Essa Mina É Louca" - "Bom" - "One Dance / Work" - "Sim ou Não" - "Movimento da Sanfoninha" - "Malandramente" - "Bumbum Granada" - "Show das Poderosas" - "Sim ou Não" |
| 18 décembre 2016  | Melhores do Ano de 2016                           | Brésil      | - "Sim ou Não" |
| 07 janvier 2017   | Caldeirão de Ouro 2017                            | Brésil      | - "Sim ou Não" |
| 26 mai 2017       | The Tonight Show Starring Jimmy Fallon            | États-Unis  | - "Switch" (com Iggy Azalea) |
| 18 juin 2017      | Défilé de la fierté LGBT                          | Brésil      | - "Bang" - "Sim ou Não" - "Paradinha" - "Loka" - "Essa Mina É Louca" - "Sua Cara" |
| 24 octobre 2017   | Prêmio Multishow de Música Brasileira 2017        | Brésil      | - "Will I See You" - "Is That for Me" - "Paradinha" - "Sua Cara" (com Major Lazer & Pabllo Vittar) - "Loka" (com Simone & Simaria) |
| 06 novembre 2017  | Billboard Live                                    | États-Unis  | - "Is That for Me" - "Will I See You" |
| 14 novembre 2017  | Spotify ¡Viva Latino! 2017                        | États-Unis  | - "Is That for Me" - "Paradinha" - "Downtown" |
| 15 novembre 2017  | Latin Recording Academy Person of the Year 2017   | États-Unis  | - "Looking for Paradise" (com Nick Jonas) |
| 10 décembre 2017  | Melhores do Ano de 2017                           | Brésil      | - "Paradinha" |
| 06 janvier 2018   | Caldeirão de Ouro 2018                            | Brésil      | - "Downtown" - "Paradinha" - "Você Partiu Meu Coração" - "Loka" |
| 20 février 2018   | Don Francisco Te Invita                           | États-Unis  | - "Downtown" (com J Balvin) |
| 22 février 2018   | Premio Lo Nuestro 2018                            | États-Unis  | - "Machika" (com J Balvin e Jeon) - "Downtown" (com J Balvin) |
| 22 février 2018   | LIV Miami                                         | États-Unis  | - "Is That for Me" - "Paradinha" - "Downtown" - "Sua Cara" - "Vai Malandra" |
| 14 avril 2018     | MiamiBash                                         | États-Unis  | - "Indecente" - "Sua Cara" - "Vai Malandra" - "Paradinha" - "Downtown" (com J Balvin) - "Machika" (com J Balvin) |
| 03 mai 2018       | Fama, ¡a bailar!                                  | Espagne     | - "Downtown" |
| 04 mai 2018       | Los40 Primavera Pop                               | Espagne     | - "Downtown" - "Indecente" - "Show das Poderosas" - "Sua Cara" - "Vai Malandra" |
| 17 mai 2018       | Cosmopolitan Fashion Night                        | Mexique     | - "Paradinha" - "Downtown" - "Indecente" |
| 24 mai 2018       | MTV Millennial Awards Brésil 2018                 | Brésil      | - "Indecente" - "Vai Malandra" (com MC Zaac e Maejor) |
| 3 juin 2018       | MTV Millennial Awards Mexique 2018                | Mexique     | - "Downtown" (com J Balvin) - "Paradinha" |
| 12 juin 2018      | Talento Fox                                       | Argentine   | - "Indecente" - "Downtown" (com Lali Espósito) - "100 Grados" (com Lali Espósito) |
| 12 juin 2018      | Staff de Noticias                                 | Argentine   | - "Indecente" - "Downtown" |
| 12 juin 2018      | Teatro Vorterix                                   | Argentine   | - "Sua Cara" - "Downtown" - "Indecente" - "Vai Malandra" - "Sim ou Não" - "Paradinha" |
| 13 juin 2018      | Morfi, todos a la mesa                            | Argentine   | - "Paradinha" - "Downtown" - "Indecente" |
| 24 juin 2018      | Rock in Rio Lisbonne                              | Portugal    | - "Intro" - "Bang" - "Sim ou Não" - "Ginza (Anitta Remix)" - "Machika" - "Is That for Me" - "Garota de Ipanema" - "Will I See You" - "Romance com Safadeza" - "Loka" - "Você Partiu Meu Coração" - "Essa Mina É Louca" - "Downtown" - "Paradinha" - "Indecente" - "Sua Cara" - "Movimento da Sanfoninha" - "Vai Malandra" - "Show das Poderosas" |
| 26 juin 2018      | Le Trianon                                        | France      | - "Intro" - "Bang" - "Sim ou Não" - "Na Batida" - "Ginza" - "Machika" - "Is That for Me" - "Ao Vivo e A Cores" - "Zen" - "Fica Tudo Bem" - "Is This Love" - "Você" - "Garota de Ipanema" - "Will I See You" - "Hip-Hop Medley" - "Romance com Safadeza" - "Loka" - "Você Partiu Meu Coração" - "Essa Mina É Louca" - "Downtown" - "Paradinha" - "Indecente" - "Sua Cara" - "Movimento da Sanfoninha" - "Medley Funk" - "Vai Malandra" - "Show das Poderosas" |
| 28 juin 2018      | Royal Albert Hall                                 | Angleterre  | - "Intro" - "Bang" - "Sim ou Não" - "Na Batida" - "Ginza" - "Machika" - "Is That for Me" - "Ao Vivo e A Cores" - "Zen" - "Fica Tudo Bem" - "Is This Love" - "Você" - "Garota de Ipanema" - "Will I See You" - "Hip-Hop Medley" - "Romance com Safadeza" - "Loka" - "Você Partiu Meu Coração" - "Essa Mina É Louca" - "Downtown" - "Paradinha" - "Indecente" - "Sua Cara" - "Movimento da Sanfoninha" - "Medley Funk" - "Vai Malandra" - "Show das Poderosas" |
| 25 septembre 2018 | Prêmio Multishow de Música Brasileira 2018        | Brésil      | - "Bem Querer" - "Final Feliz" - "As Quatro Estações" - "Zen" - "Desabafo" - "Jeito Sexy" - "Qual É?" - "Já É" - "Gandaia" - "Senhorita" - "Loka" - "Ragatanga" - "Medicina" - "Dançando Calypso" - "Adoleta" - "Pelos Ares" - "Movimento da Sanfoninha" |
| 25 octobre 2018   | Latin American Music Awards                       | États-Unis  | - "Medicina" |
| 31 octobre 2018   | GQ Hombres del Año 2018                           | Mexique     | - "Paradinha" - "Downtown" - "Medicina" |
| 07 novembre 2018  | Telehit 25 Años                                   | Mexique     | - "Paradinha" - "Downtown" - "Medicina" |
| 13 novembre 2018  | La Voz... México                                  | Mexique     | - "El Clavo" (com Prince Royce) |
| 23 novembre 2018  | MTV Argentina                                     | Argentine   | - "Veneno" |
| 28 novembre 2018  | Estudios Mega                                     | Chili       | - "Paradinha" - "Veneno" |
| 29 novembre 2018  | Día a Día                                         | Colombie    | - "Veneno" - "Medicina" |
| 01 décembre 2018  | Festival Megaland                                 | Colombie    | - "Downtown" - "Paradinha" - "Medicina" - "Veneno" - "Vai Malandra" |
| 02 décembre 2018  | Festival Megaland                                 | Colombie    | - "Jacuzzi" (com Greeicy Rendón) |
| 03 décembre 2018  | Billboard Studios                                 | États-Unis  | - "Downtown" - "Medicina" - "Veneno" |
| 05 décembre 2018  | Festival Mega Bash                                | États-Unis  | - "Downtown" - "Sua Cara" - "Veneno" - "Vai Malandra" |
| 09 décembre 2018  | Melhores do Ano de 2018                           | Brésil      | - "Vai Malandra" |
| 12 décembre 2018  | Hoy                                               | Mexique     | - "Veneno" |
| 12 décembre 2018  | La Voz... México                                  | Mexique     | - "Veneno" |
| 21 février 2019   | Premio Lo Nuestro 2019                            | États-Unis  | - "Veneno" |
| 21 février 2019   | LIV                                               | États-Unis  | - "Downtown" - "Veneno" - "Is That for Me" - "Vai Malandra" - "Terremoto" - "Bola Rebola" |
| 21 mars 2019      | Premio Tu Musica Urbano 2019                      | Porto Rico  | - "Veneno" |
| 08 avril 2019     | Fama, ¡a bailar!                                  | Espagne     | - "Poquito" |
| 08 avril 2019     | El Chiringuito de Jugones                         | Espagne     | - "Poquito" |
| 09 avril 2019     | Muséeo Nacional Centre d"art Reina Sofía          | Espagne     | - "Get to Know Me" - "Poquito" - "Tu y yo" - "Você mentiu" |
| 24 avril 2019     | Drai's Beachclub & Nightclub                      | États-Unis  | - "Downtown" - "Paradinha" - "Medicina" - "Machika" - "Vai Malandra" - "Sua Cara" - "Sin Miedo" - "Poquito" - "Veneno" - "Mala Mía" - "R.I.P." - "Rosa" - "Onda Diferente" - "Banana" - "Bola Rebola" |
| 25 avril 2019     | Billboard Latin Music Awards 2019                 | États-Unis  | - "Banana" (com Becky G) |
| 04 mai 2019       | Festival Sons do Atlântico                        | Angola      | - "Bang" - "Não Perco Meu Tempo" - "Sim ou Não" - "Terremoto" - "Is That for Me" - "Ao Vivo e A Cores" - "Poquito" - "Onda Diferente" - "Banana" - "Romance com Safadeza" - "Loka" - "Você Partiu Meu Coração" - "Essa Mina É Louca" - "Downtown" - "Veneno" - "Paradinha" - "R.I.P." - "Sua Cara" - "Sin Miedo" - "Movimento da Sanfoninha" - "150 BPM" (com Preto Show) - "Vai Malandra" - "Eu não vou embora" - "Bola Rebola" - "Favela Chegou" - "Show das Poderosas" |
| 10 mai 2019       | Movistar Arena                                    | Chili       | - "Veneno" - "Downtown" - "Paradinha" - "Medicina" - "Machika" - "Vai Malandra" - "Sua Cara" - "Sin Miedo" - "Poquito" - "R.I.P." - "Rosa" - "Onda Diferente" - "Banana" - "Bola Rebola" - "Sim ou Não" (com Maluma) |
| 12 mai 2019       | Teatro Ópera                                      | Argentine   | - "Bang" - "Atención" - "Sim ou Não" - "R.I.P." - "Terremoto" - "Ginza" - "Machika" - "Downtown" - "Veneno" - "Mala Mía" - "Medicina" - "Rosa" - "Poquito" - "Você Mentiu" - "Indecente" - "Paradinha" - "Onda Diferente" - "Banana" - "Sua Cara" - "Sin Miedo" - "Movimento da Sanfoninha" - "Vai Malandra" - "Bola Rebola" - "Show das Poderosas" - "Onda Diferente" |
| 14 mai 2019       | Premios Gardel 2019                               | Argentine   | - "Atención" (com Ángela Torres, Miss Bolivia e Virginia Innocenti) |
| 12 juin 2019      | Al aire con Paola Rojas                           | Mexique     | - "Poquito" |
| 12 juin 2019      | Hoy                                               | Mexique     | - "Poquito" |
| 13 juin 2019      | Exa FM                                            | Mexique     | - "Poquito" - "Rosa" |
| 13 juin 2019      | Cuéntamelo YA!                                    | Mexique     | - "Poquito" |
| 14 juin 2019      | Los 40 Principales                                | Mexique     | - "Poquito" - "A Sua Maneira" - "Você Partiu Meu Coração" - "Rosa" - "Garota de Ipanema" |
| 04 juillet 2019   | MTV Millennial Awards Brésil 2019                 | Brésil      | - "Onda Diferente" (com Ludmilla) - "Favela Chegou" (com Ludmilla) |
| 07 juillet 2019   | Cérémonie de clôture Copa América                 | Brésil      | - "Calma" (com Pedro Capó) - "Downtown" (com Pedro Capó) |
| 27 juillet 2019   | Tomorrowland                                      | Belgique    | - "Sua Cara" - "Sin Miedo" - "Make It Hot" - "Machika" - "Fuego" - "Downtown" - "Vai Malandra" - "Bola Rebola" |
| 28 juillet 2019   | Halle 622 Zürich                                  | Suisse      | - "Atención" - "Bang" - "Ginza" - "Machika" - "Sua Cara" - "Sin Miedo" - "Make It Hot" - "Sim ou Não" - "Terremoto" - "Poquito" - "Você Mentiu" - "Medicina" - "Onda Diferente" - "Banana" - "Is That for Me" - "Medley Funk" - "Downtown" - "Veneno" - "Mala Mía" - "Rosa" - "R.I.P." - "Paradinha" - "Muito Calor" - "Movimento da Sanfoninha" - "Vai Malandra" - "Faz Gostoso" - "Fuego" - "Bola Rebola" - "Show das Poderosas" |
| 30 juillet 2019   | Pacha                                             | Espagne     | - "Atención" - "Ginza" - "Machika" - "Sua Cara" - "Sin Miedo" - "Make It Hot" - "Medicina" - "Onda Diferente" - "Banana" - "Medley Funk" - "Downtown" - "Veneno" - "Mala Mía" - "Rosa" - "Paradinha" - "Muito Calor" - "R.I.P." - "Sim ou Não" - "Faz Gostoso" - "Vai Malandra" - "Bola Rebola" - "Fuego" |
| 02 août 2019      | Arenal Sound                                      | Espagne     | - "Atención" - "Ginza" - "Machika" - "Sua Cara" - "Sin Miedo" - "Make It Hot" - "Sim ou Não" - "Poquito" - "Medicina" - "Onda Diferente" - "Banana" - "Get to Know Me" - "Is That for Me" - "Movimento da Sanfoninha" - "Medley Funk" - "Downtown" - "Veneno" - "Mala Mía" - "Rosa" - "R.I.P." - "Paradinha" - "Muito Calor" - "Vai Malandra" - "Faz Gostoso" - "Fuego" - "Bola Rebola" - "Show das Poderosas" |
| 04 août 2019      | Milano Latin Festival                             | Italie      | - "Atención" - "Bang" - "Ginza" - "Machika" - "Sua Cara" - "Sin Miedo" - "Make It Hot" - "Sim ou Não" - "Terremoto" - "Poquito" - "Você Mentiu" - "Onda Diferente" - "Banana" - "Medley Funk" - "Downtown" - "Veneno" - "Mala Mía" - "Muito Calor" - "R.I.P." - "Paradinha" - "Movimento da Sanfoninha" - "Vai Malandra" - "Faz Gostoso" - "Fuego" - "Bola Rebola" - "Show das Poderosas" |
| 06 août 2019      | Nile Rodgers' Meltdown                            | Royaume-Uni | - "Atención" - "Ginza" - "Machika" - "Sua Cara" - "Sin Miedo" - "Make It Hot" - "Sim ou Não" - "Terremoto" - "Medicina" - "Onda Diferente" - "Banana" - "Medley Funk" - "Downtown" - "Veneno" - "Mala Mía" - "Muito Calor" - "R.I.P." - "Paradinha" - "Movimento da Sanfoninha" - "Vai Malandra" - "Faz Gostoso" - "Fuego" - "Bola Rebola" - "Show das Poderosas" |
| 07 août 2019      | Festival MEO Sudoeste                             | Portugal    | - "Bang" - "Romance com Safadeza" - "Sua Cara" - "Sin Miedo" - "Make It Hot" - "Sim ou Não" - "Terremoto" - "Ao Vivo e A Cores" - "Fica Tudo Bem" - "Poquito" - "Onda Diferente" - "Banana" - "Muito Calor" - "Is That for Me" - "Medley Funk" - "Medicina" - "Downtown" - "Veneno" - "Mala Mía" - "R.I.P." - "Loka" - "Você Partiu Meu Coração" - "Essa Mina É Louca" - "Paradinha" - "Movimento da Sanfoninha" - "Vai Malandra" - "Faz Gostoso" - "Favela Chegou" - "Bola Rebola" - "Fuego" - "Show das Poderosas" |
| 10 août 2019      | Dale Fuego Festival                               | États-Unis  | - "Atención" - "Ginza" - "Machika" - "Sua Cara" - "Sin Miedo" - "Make It Hot" - "Sim ou Não" - "Poquito" - "Onda Diferente" - "Banana" - "Is That for Me" - "Medley Funk" - "Downtown" - "Veneno" - "Mala Mía" - "Paradinha" - "Muito Calor" - "R.I.P." - "Movimento da Sanfoninha" - "Vai Malandra" - "Bola Rebola" - "Fuego" |
| 31 août 2019      | Teatro Teletón                                    | Chili       | - "Intro" - "Atención" - "Ginza" - "Machika" - "Sua Cara" - "Sin Miedo" - "Make It Hot" - "Sim ou Não" - "Terremoto" - "Poquito" - "Medicina" - "Onda Diferente" - "Banana" - "Is That for Me" - "Medley Funk" - "Muito Calor" - "Downtown" - "Veneno" - "Mala Mía" - "Rosa" - "R.I.P." - "Paradinha" - "Movimento da Sanfoninha" - "Vai Malandra" - "Fuego" - "Bola Rebola" |
| 05 septembre 2019 | SaSaZu Club                                       | Tchéquie    | - "Atención" - "Ginza" - "Machika" - "Sua Cara" - "Sin Miedo" - "Make It Hot" - "Sim ou Não" - "Poquito" - "Onda Diferente" - "Banana" - "Is That for Me" - "Medley Funk" - "Downtown" - "Veneno" - "Mala Mía" - "Paradinha" - "Muito Calor" - "R.I.P." - "Movimento da Sanfoninha" - "Vai Malandra" - "Bola Rebola" - "Fuego" |
| 21 septembre 2019 | Concierto EXA 2019                                | Mexique     | - "Downtown" - "Rosa" - "Bola Rebola" |
| 05 octobre 2019   | Rock in Rio                                       | Brésil      | - "Show das Poderosas" - "Bang" - "Paradinha" - "Sua Cara" - "Sin Miedo" - "Fuego" - "Downtown" - "Muito Calor" - "Você Mentiu" - "Fica Tudo Bem" - "Zen" - "Cobertor" - "Ao Vivo e A Cores" - "Loka" - "Essa Mina É Louca" - "Você Partiu Meu Coração" - "Romance com Safadeza" - "Terremoto" - "Contatinho" - "Movimento da Sanfoninha" - "Vai Malandra" - "Bola Rebola" - "Favela Chegou" - "Onda Diferente" |
| 29 octobre 2019   | Prêmio Multishow de Música Brasileira 2019        | Brésil      | - "Terremoto" (com Kevinho) - "Bola Rebola" (com Tropkillaz e MC Zaac) - "Some Que Ele Vem Atrás" (com Marília Mendonça) |
| 08 novembre 2019  | Los40 Music Awards                                | Espagne     | - "R.I.P." (com Sofía Reyes) - "Get To Know Me" |
| 11 novembre 2019  | El Hormiguero                                     | Espagne     | - "Get To Know Me" |
| 14 novembre 2019  | Grammy Latino                                     | États-Unis  | - "La Vida Es Un Carnaval" (com Milly Quezada e Olga Tañón) |
| 21 novembre 2019  | Urban Music Awards                                | Colombie    | - "Jacuzzi" (com Greeicy Rendón) |
| 23 novembre 2019  | Cérémonie de clôture Copa Libertadores de América | Pérou       | - "Y dale alegría a mi corazón" (avec Fito Páez, Sebastián Yatra et Tini) |
| 07 décembre 2019  | Live in Madureira                                 | Brésil      | - "Show das Poderosas" - "Bang" - "Paradinha" - "Sua Cara" - "Sin Miedo" - "Fuego" - "Downtown" - "Muito Calor" - "Você Mentiu" - "Fica Tudo Bem" - "Zen" - "Cobertor" - "Ao Vivo e A Cores" - "Complicado" - "Eu Vou Ficar" - "Proposta" - "Fica Só Olhando" - "Menina Má" - "Some Que Ele Vem Atrás" - "Loka" - "Essa Mina É Louca" - "Você Partiu Meu Coração" - "Romance com Safadeza" - "Terremoto" - "Contatinho" - "Little Square UBitchU" - "Movimento da Sanfoninha" - "Vai Malandra" - "Bola Rebola" - "Combatchy" (com MC Rebecca) - "Favela Chegou" (com MC Rebecca) - "Onda Diferente" - "Some Que Ele Vem Atrás" - "Vai Malandra" - "Combatchy" (com MC Rebecca) - "Favela Chegou" |

### Années 2020
| Date              | Événement / Lieu                                   | Pays                   | Canção |
| ----------------- | -------------------------------------------------- | ---------------------- | --- |
| 03 janvier 2020   | Enjoy Live Punta del Este                          | Uruguay                | - "Atención" - "Ginza" - "Machika" - "Sua Cara" - "Sin Miedo" - "Make It Hot" - "Sim ou Não" - "Poquito" - "Onda Diferente" - "Banana" - "Is That for Me" - "Medley Funk" - "Downtown" - "Veneno" - "Mala Mía" - "Paradinha" - "Muito Calor" - "R.I.P." - "Movimento da Sanfoninha" - "Vai Malandra" - "Bola Rebola" - "Fuego" |
| 04 janvier 2020   | Caldeirão de Ouro                                  | Brésil                 | - "Terremoto" |
| 15 février 2020   | Jockey Club Paraguay                               | Paraguay               | - "Downtown" - "Banana" - "Combatchy" - "Medicina" - "Bellaquita" - "Paradinha" - "Veneno" - "Fuego" - "Onda Diferente" - "Sim ou Não" - "Sua Cara" - "Sin Miedo" - "Rave de Favela" - "Movimento da Sanfoninha" - "Medley Funk" |
| 16 février 2020   | Gran Nobile Hotel & Convention                     | Paraguay               | - "Downtown" - "Banana" - "Combatchy" - "Sim ou Não" - "Ginza" - "Machika" - "Veneno" - "Mala Mía" - "Bellaquita" - "Medicina" - "Paradinha" - "Muito Calor" - "Sua Cara" - "Sin Miedo" - "Make it Hot" - "Fuego" - "Movimento da Sanfoninha" - "Medley Funk" - "Vai Malandra" - "Rave de Favela" - "Onda Diferente" - "Favela Chegou" |
| 23 septembre 2020 | The Tonight Show Starring Jimmy Fallon             | États-Unis             | - "Me Gusta" (com Cardi B e Myke Towers) |
| 24 septembre 2020 | MTV Millennial Awards Brésil                       | Brésil                 | - "Me Gusta" (com Cardi B e Myke Towers) |
| 19 novembre 2020  | Grammy Latino                                      | États-Unis             | - "Mas que Nada" - "Me Gusta" |
| 31 décembre 2020  | ¡Feliz 2021! - New York                            | États-Unis             | - "Downtown" - "Me Gusta" - "Vai Malandra" - "Bola Rebola" |
| 02 mai 2021       | Fantástico                                         | Brésil                 | - "Girl from Rio" |
| 03 mai 2021       | Today                                              | États-Unis             | - "Girl from Rio" |
| 04 mai 2021       | Jimmy Kimmel Live!                                 | États-Unis             | - "Girl from Rio" |
| 09 mai 2021       | Grammy Latino - Ellas y Sú Música                  | États-Unis             | - "Girl from Rio" |
| 1 juillet 2021    | Heat Latin Music Awards                            | République dominicaine | - "Me Gusta" - "Girl from Rio" |
| 24 juillet 2021   | Hard Rock Live                                     | États-Unis             | - "Girl from Rio" - "Me Gusta" - "Bola Rebola" |
| 12 septembre 2021 | MTV Video Music Awards                             | États-Unis             | - "Girl from Rio" |
| 03 novembre 2021  | The Late Late Show with James Corden               | États-Unis             | - "Faking Love" |
| 11 novembre 2021  | LIV                                                | États-Unis             | - "Faking Love" - "Envolver" - "Quiero Rumba" - "Downtown" - "Todo o Nada" - "Vai Malandra" - "Bola Rebola" - "Rave de Favela" |
| 18 novembre 2021  | Grammy Latino                                      | États-Unis             | - "Magalenha" |
| 25 novembre 2021  | Black das Blacks Magalu                            | Brésil                 | - "Faking Love" - "Modo Turbo" (com Luísa Sonza) - "Me Gusta" - "Tá Escrito" (com Zé Vaqueiro e Léo Santana) |
| 27 novembre 2021  | Cérémonie de clôture Copa Libertadores de América  | Uruguay                | - "Bola Rebola" - "Me Gusta" - "Combatchy" - "Baile da Favela" |
| 03 décembre 2021  | KIIS-FM Jingle Ball                                | États-Unis             | - "Faking Love" - "Me Gusta" |
| 31 décembre 2021  | Miley's New Year's Eve Party                       | États-Unis             | - "Faking Love" - "Girl from Rio" - "Envolver" |
| 31 janvier 2022   | The Tonight Show Starring Jimmy Fallon             | États-Unis             | - "Boys Don't Cry" |
| 24 février 2022   | Premio Lo Nuestro                                  | États-Unis             | - "Envolver" - "No Chão Novinha" |
| 26 mars 2022      | Lollapalooza Brésil                                | Brésil                 | - "Boys Don't Cry" (com Miley Cyrus) |
| 03 avril 2022     | Hakkasan                                           | États-Unis             | - "Boys Don't Cry" - "Rave de Favela" - "Envolver" |
| 15 avril 2022     | Good Morning America                               | États-Unis             | - "Boys Don't Cry" |
| 15 avril 2022     | Coachella Valley Music and Arts Festival           | États-Unis             | - "Onda Diferente" (com Snoop Dogg) - "Me Gusta" - "Faking Love" (com Saweetie) - "Sua Cara" - "Sin Miedo" - "Machika" - "Envolver" - "Downtown" - "Garota de Ipanema" - "Girl from Rio" - "Boys Don't Cry" - Rave de Favela" (com Diplo) - "Vai Malandra" (com Diplo) - "Movimento da Sanfoninha" (com Diplo) - "Bola Rebola" (com Diplo) |
| 22 avril 2022     | Coachella Valley Music and Arts Festival           | États-Unis             | - "Onda Diferente" - "Me Gusta" - "Faking Love" - "Sua Cara" - "Sin Miedo" - "Machika" - "Envolver" - "Downtown" - "Garota de Ipanema" - "Girl from Rio" - "Boys Don't Cry" - Rave de Favela" - "Vai Malandra" - "Movimento da Sanfoninha" - "Bola Rebola" |
| 14 mai 2022       | Love Loud Festival                                 | États-Unis             | - "Bola Rebola" - "Faking Love" - "Me Gusta" - "Boys Don't Cry" - "Gata" - "Sua Cara" - "Sin Miedo" - "Envolver" - "Rave de Favela" - "Todo o Nada" - "Movimento da Sanfoninha" - "Vai Malandra" |
| 27 mai 2022       | Carpool Karaoke: The Series                        | États-Unis             | - "Best Friend" (com Saweetie) - "Faking Love" (com Saweetie) - "Let's Stay Together" (com Saweetie) - "My Time" (com Saweetie) - "Shake It Off (canção de Mariah Carey)" (com Saweetie) |
| 11 juin 2022      | LA pride! in the park                              | États-Unis             | - "Sua Cara" - "Machika" - "Banana" - "Faking Love" - "Me Gusta" - "Desce pro play (Pa pa pa)" - "Gata" - "Envolver" - "Todo o Nada" - "Downtown" - "Garota de Ipanema" - "Girl from Rio" - "Boys Don't Cry" - "I'd Rather Have Sex" - "Faz Gostoso" - "Bum Bum Tam Tam" - "Combatchy" - "Modo Turbo" - "Rave de Favela" "Dançarina Remix" - "Vai Malandra" - "Movimento da Sanfoninha" - "Onda Diferente" - "Bola Rebola" |
| 14 juin 2022      | Can't Cancel Pride                                 | États-Unis             | - "Boys Don't Cry" |
| 18 juin 2022      | Stade Parc des Princes                             | France                 | - "Mon Soleil" (com Dadju) |
| 21 juin 2022      | Pacha                                              | Espagne                | - "Downtown" - "Me Gusta" - "Desce pro Play (Pa, Pa, Pa)" - "Gata" - "Sua Cara" - "Sin Miedo" - "Machika" - "Paloma" - "Un altro ballo" - "Mon Soleil" - "Envolver" - "Todo o Nada" - "Bellaquita Remix" - "Mi Ninã Remix" - "Boys Don't Cry" - "Rave de Favela" - "La Mamá de la Mamá" - "Vai Malandra" - "Onda Diferente" - "Dançarina Remix" - "Bola Rebola" |
| 23 juin 2022      | NRJ Hit Music Only - C'Cauet                       | France                 | - "Envolver" |
| 25 juin 2022      | Mother Pride Block Party                           | Irlande                | - "Make it Hot" - "Sua Cara" - "Faking Love" - "Me Gusta" - "Banana" - "Versions of Me" - "Gata" - "Envolver" - "Downtown" - "Boys Don't Cry" - "I'd Rather Have Sex" - "Faz Gostoso" - "Modo Turbo" - "Rave de Favela" - "Dançarina Remix" - "Vai Malandra" - "Movimento da Sanfoninha" - "Bola Rebola" |
| 25 juin 2022      | Quotidien                                          | France                 | - "Envolver" |
| 26 juin 2022      | Rock in Rio Lisbonne                               | Portugal               | - "Onda Diferente" - "Me Gusta" - "Contatinho" - "Some que Ele Vem Atrás" - "Loka" - "Romance com Safadeza" - "Desce pro Play (Pa, Pa, Pa)" - "Gata" - "Sua Cara" - "Sin Miedo" - "Machika" - "Mon Soleil" - "Envolver" - "Terremoto" - "Garota de Ipanema" - "Girl from Rio" - "Boys Don't Cry" - Rave de Favela" - "No Chão Novinha" - "Vai Malandra" - Que Rabão" - "Modo Turbo" - "Combatchy" (com Rebecca) - "Favela Chegou" (com Rebecca) - "Movimento da Sanfoninha" - "Dançarina (Remix)" - "Bola Rebola" - "Show das Poderosas" - "Blá Blá Blá" |
| 29 juin 2022      | Roskilde Festival                                  | Danemark               | - "Intro" - "Onda Diferente" - "Me Gusta" - "Faking Love" - "Desce pro Play (Pa, Pa, Pa)" - "Gata" - "Sua Cara" - "Sin Miedo" - "Machika" - "Mon Soleil" - "Envolver" - "Downtown" - "Garota de Ipanema" - "Girl from Rio" - "Boys Don't Cry" - "Rave de Favela" - "Vai Malandra" - "Movimento da Sanfoninha" - "Dançarina (Remix)" - "Bola Rebola" |
| 01 juillet 2022   | Lollapalooza Estocolmo                             | Suède                  | - "Onda Diferente" - "Me Gusta" - "Faking Love" - "Desce pro Play (Pa, Pa, Pa)" - "Gata" - "Envolver" - "Downtown" - "Garota de Ipanema" - "Girl from Rio" - "Boys Don't Cry" - "Sua Cara" - "Sin Miedo" - "Machika" - Rave de Favela" - "La Mamá de la Mamá" - "Vai Malandra" - "Movimento da Sanfoninha" - "Dançarina (Remix)" - "Bola Rebola" |
| 02 juillet 2022   | Pal Mundo Festival                                 | Pays-Bas               | - "Onda Diferente" - "Me Gusta" - "Faking Love" - "Gata" - "Sua Cara" - "Sin Miedo" - "Machika" - "Mon Soleil" - "Envolver" - "Todo o Nada" - "Downtown" - "Garota de Ipanema" - "Girl from Rio" - "Boys Don't Cry" - "Rave de Favela" - "La Mamá de la Mamá" - "Vai Malandra" - "Movimento da Sanfoninha" - "Dançarina (Remix)" - "Bola Rebola" |
| 04 juillet 2022   | Montreux Jazz                                      | Suisse                 | - "Onda Diferente" - "Me Gusta" - "Faking Love" - "Desce pro Play (Pa, Pa, Pa)" - "Gata" - "RITMO / Paranauê / Magalenha / Combatchy" - "Mon Soleil" - "Envolver" - "Todo o Nada" - "Downtown" - "Garota de Ipanema" - "Girl from Rio" - "Boys Don't Cry" - "Rave de Favela" - "La Mamá de la Mamá" - "Vai Malandra" - "Movimento da Sanfoninha" - "Dançarina (Remix)" - "Bola Rebola" - "Show das Poderosas" |
| 13 juillet 2022   | Milano Latin Festival                              | Italie                 | - "Onda Diferente" - "Me Gusta" - "Faking Love" - "Desce pro Play (Pa, Pa, Pa)" - "Gata" - "Sua Cara" - "Sin Miedo" - "Machika" - "Envolver" - "Downtown" - "Paloma" - "Un altro ballo" - "Garota de Ipanema" - "Girl from Rio" - "Boys Don't Cry" - "Sua Cara" - "Sin Miedo" - "Machika" - "Rave de Favela" - "No Chão Novinha" - "Vai Malandra" - "Que Rabão" - "Modo Turbo" - "Favela Chegou" - "La Mamá de la Mamá" - "Movimento da Sanfoninha" - "Dançarina (Remix)" - "Bola Rebola" |
| 15 juillet 2022   | GurtenFestival                                     | Suisse                 | - "Onda Diferente" - "Me Gusta" - "Faking Love" - "Desce pro Play (Pa, Pa, Pa)" - "Gata" - "Sua Cara" - "Sin Miedo" - "Machika" - "Envolver" - "Downtown" - "Garota de Ipanema" - "Girl from Rio" - "Boys Don't Cry" - "Rave de Favela" - "No Chão Novinha" - "Vai Malandra" - "Que Rabão" - "Modo Turbo" - "Favela Chegou" - "Dançarina (Remix)" - "Bola Rebola" - "Contatinho" - "Show das Poderosas" |
| 16 juillet 2022   | Lollapalooza Paris                                 | France                 | - "Intro" - "Onda Diferente" - "Me Gusta" - "Faking Love" - "Desce pro Play (Pa, Pa, Pa)" - "Gata" - "Sua Cara" - "Sin Miedo" - "Machika" - "RITMO / Paranauê / Magalenha / Combatchy" - "Mon Soleil" - "Envolver" - "Downtown" - "Garota de Ipanema" - "Girl from Rio" - "Boys Don't Cry" - "Bum Bum Tam Tam / Your Latest Trick / Rap das Armas / Quiero rumba" - "Rave de Favela" - "No Chão Novinha" - "Vai Malandra" - "Movimento da Sanfoninha" - "Dançarina (Remix)" - "Bola Rebola" |
| 17 juillet 2022   | MEO Marés Vivas                                    | Portugal               | - "Intro" - "Onda Diferente" - "Me Gusta" - "Contatinho" - "Some que ele vem atrás" - "Loka" - "Romance com Safadeza" - "Desce pro Play (Pa, Pa, Pa)" - "Faking Love" - "Gata" - "RITMO / Paranauê / Magalenha" - "Mon Soleil" - "Envolver" - "Downtown" - "Garota de Ipanema" - "Girl from Rio" - "Boys Don't Cry" - "I'd Rather Have Sex" - "Faz gostoso" - "Terremoto" - "Sua Cara" - "Sin Miedo" - "Machika" - "Bum Bum Tam Tam / Your Latest Trick / Rap das Armas / Quiero rumba" - "Rave de Favela" - "La Mamá de la Mamá" - "No Chão Novinha" - "Vai Malandra" - "Que Rabão" - "Modo Turbo" - "Combatchy" - "Favela Chegou" - "Movimento da Sanfoninha" - "Dançarina (Remix)" - "Bola Rebola" - "Tudo Nosso" - "Show das Poderosas" - "Blá Blá Blá" |
| 20 août 2022      | Garota Vip                                         | Brésil                 | - "Intro" - "Onda Diferente" - "Boys Don't Cry" - "Sua Cara" - "Sin Miedo" - "Sim ou Não" - "Contatinho" - "Some que ele vem atrás" - "Loka" - "Romance com Safadeza" - "Desce pro Play (Pa, Pa, Pa)" - "Gata" - "Lobby" - "Envolver" - "Me Gusta" - "Bola Rebola" - "Tudo Nosso" - "Tá com o Papato" - "Rave de Favela" - "No Chão Novinha" - "Vai Malandra" - "Que Rabão" - "Modo Turbo" - "Combatchy" - "Favela Chegou" - "Movimento da Sanfoninha" - "Dançarina (Remix)" - "Show das Poderosas" - "Blá Blá Blá" |
| 28 août 2022      | MTV Video Music Awards                             | États-Unis             | - "Envolver" - "Movimento da Sanfoninha" - "Vai Malandra" - "Bola Rebola" - "Lobby" |
| 04 novembre 2022  | LOS40 Music Awards                                 | Espagne                | - "Envolver" |
| 08 novembre 2022  | Savage x Fenty Show Vol.4                          | États-Unis             | - "Practice Remix" - "Envolver" |
| 17 novembre 2022  | Grammy Latino                                      | États-Unis             | - "Envolver" - "Funk Dance Medley" |
| 20 novembre 2022  | American Music Awards                              | États-Unis             | - "Envolver" - "Lobby" |
| 02 décembre 2022  | Community Organized Relief Effort                  | États-Unis             | - "Girl from Rio" |
| 15 décembre 2022  | Amazon Music Live                                  | États-Unis             | - "I’d Rather Have Sex" - "Practice" (Funk mix) - "Envolver" - "Downtown" - "Maria Elegante" - "Todo O Nada" - "La Loto" - "Gata" - "Bola Rebola" - "Vai Malandra" - "Dançarina" - "Rave de Favela" - "Movimento da Sanfoninha" - "Sua Cara" - Sin Miedo" - "Machika" - "Me Gusta" - "Lobby" - "Boys Don't Cry" |
| 18 décembre 2022  | Y100 Jingle Ball 2022                              | États-Unis             | - "Lobby" - "Todo o Nada" - "La Loto" - "Envolver" - "Boys Don't Cry" |
| 07 janvier 2023   | Ensaios da Anitta - Salvador                       | Brésil                 | |
| 08 janvier 2023   | Ensaios da Anitta - Rio de Janeiro                 | Brésil                 | - "Simply the Best" - "I'd Rather Have Sex" - "Practice" - "Zen" - "Avisa Lá" - "Ela Não Vale Nada" - "Tudo Nosso" |
| 14 janvier 2023   | Ensaios da Anitta - Florianópolis                  | Brésil                 | |
| 15 janvier 2023   | Ensaios da Anitta - São Paulo                      | Brésil                 | - "Simply the Best" - "I'd Rather Have Sex" - "Practice" - "Envolver" - "Downtown" - "Maria Elegante" - "Some que Ele Vem Atrás" - "Loka" - "Romance com Safadeza" - "Ai Papai" - "Contatinho" - "Cobertor" - "Zen" - "Bola de Sabão" - "Flor do Reggae" - "Beleza Rara" - "Céu da Boca" - "A Galera" - "Cai Fora" - "Bate Lata" - "Faraó (Divindade do Egito)" - "Bang" - "Desce pro Play (Pa, Pa, Pa)" - "Bola Rebola" - "Vai Malandra" - "Combatchy" - "Modo Turbo" - "Avisa Lá" - "Gata" - "Rave de Favela" - "Cai Fora" - "We Are the World of Carnaval" - "Anna Júlia" - "Lirirrixa" - "Arerê" - "Leva Eu" - "Empurra-empurra" - "Levada Louca" - "Pra Frente" - "Cadê Dalila?" - "Caranguejo" - "Maimbê Dandá" - "Dandalunda" - "Pipoca" - "Tá com o Papato" - "Tudo Nosso" - "Lobby" - "Sua Cara" - "Me Gusta" - "Faking Love" - "Terremoto" - "Tic Nervoso" - "Deixa Ele Sofrer" - "Proibidona" (com Gloria Groove e Valesca Popozuda) - "Movimento da Sanfoninha" - "Onda Diferente" - "Favela Chegou" - "No Chão Novinha" - "Que Rabão" - "Ela Não Vale Nada" - "Show das Poderosas" - "Boys Don't Cry" - "Macetar" - "Ai Papai" |
| 18 janvier 2023   | Big Brother Brésil                                 | Brésil                 | - "No Chão Novinha" - "Ai Papai" - "Contatinho" - "Onda Diferente" - "Favela Chegou" - "Combatchy" - "Modo Turbo" - "Avisa Lá" - "Some que Ele Vem Atrás" - "Loka" - "Romance com Safadeza" - "Ela Não Vale Nada" - "Sua Cara" - "Envolver" - "Show das Poderosas" - "Ai Papai" - "Bang" - "Desce pro Play (Pa, Pa, Pa)" - "Bola Rebola" - "Vai Malandra" - "Rave de Favela" - "Boys Don't Cry" |
| 21 janvier 2023   | Ensaios da Anitta - Brasília                       | Brésil                 | - "Simply the Best" - "I'd Rather Have Sex" - "Practice" - "Envolver" - "Downtown" - "Maria Elegante" - "Some que Ele Vem Atrás" - "Loka" - "Romance com Safadeza" - "Ela Não Vale Nada" - "Depende" - "Cabaré" - "Sexta Meu Celular Fica Sem Sinal" - "O Golpe Tá Aí Cai Quem Quer" - "Volta bebê, volta neném" - "Contatinho" |
| 28 janvier 2023   | Ensaios da Anitta - Recife                         | Brésil                 | - "Simply the Best" - "I'd Rather Have Sex" - "Practice" - "Envolver" - "Downtown" - "Maria Elegante" - "Me Gusta" - "Lobby" - "Faking Love" - "Some que Ele Vem Atrás" - "Loka" - "Você Partiu Meu Coração" - "Essa Mina É Louca" - "Contatinho" - "Ai Papai" - "Ela Não Vale Nada" - "Mel" - "Meiga e Abusada" - "Cobertor" - "Bola de Sabão" - "Flor do Reggae" - "Vem meu Amor" - "Beleza Rara" - "Bang" - "Desce pro Play (Pa, Pa, Pa)" - "Tá com o Papato" - "Tudo Nosso" - "Macetar" - "Gata" - "Bola Rebola" - "Vai Malandra" - "Zen" (com Juliette) - "Movimento da Sanfoninha" (com Juliette) - "Rave de Favela" - "Cai Fora" - "We Are the World of Carnaval" - "Anna Júlia" - "Bate Lata" - "Lirirrixa" - "Faraó (Divindade do Egito)" - "Arerê" - "Leva Eu" - "Empurra-empurra" - "Levada Louca" - "Pra Frente" - "Cadê Dalila?" - "Caranguejo" - "Maimbê Dandá" - "Dandalunda" - "Avisa Lá" - "Combatchy" (com Luísa Sonza) - "Modo Turbo" (com Luísa Sonza) - "Onda Diferente" - "Favela Chegou" - "No Chão Novinha" - "Que Rabão" - "Show das Poderosas" - "Boys Don't Cry" - "Ai Papai" |
| 29 janvier 2023   | Ensaios da Anitta - Rio de Janeiro                 | Brésil                 | - "Simply the Best" - "I'd Rather Have Sex" - "Practice" - "Mon Soleil" - "Envolver" - "Tá com o Papato" - "Downtown" - "Gata" - "Bola Rebola" - "Vai Malandra" - "Avisa Lá" - "Proibidona" - "Ai Papai" - "Lobby" - "Até o Céu" - "Sua Cara" |
| 02 février 2023   | Spotify's Best New Artist Party 2023               | États-Unis             | - "Boys Don't Cry" - "Bola Rebola" - "Vai Malandra" - "Rave de Favela" - "Lobby" - "Envolver" |
| 11 février 2023   | Ensaios da Anitta - São Paulo                      | Brésil                 | - "Simply the Best" - "I'd Rather Have Sex" - "Practice" - "Mon Soleil" - "Envolver" - "Me Gusta" - "Lobby" - "Faking Love" - "Some que Ele Vem Atrás" - "Loka" - "Você Partiu Meu Coração" - "Essa Mina É Louca" - "Romance com Safadeza" - "Ela Não Vale Nada" - "Contatinho" - "Ai Papai" - "Proibidona" - "Terremoto" - "Mel" - "Bang" - "Desce pro Play (Pa, Pa, Pa)" - "Tá com o Papato" - "Tudo Nosso" - "Macetar" - "Downtown" - "Cobertor" - "Meiga e Abusada" - "Zen" - "Bola de Sabão" - "Flor do Reggae" - "Vem meu Amor" - "Beleza Rara" - "Banho de Folhas" - "Faraó (Divindade do Egito)" - "Bate Lata" - "Lirirrixa" - "Cai Fora" - "Céu da Boca" - "A Galera" - "Chorando se Foi" - "Gata" - "Bola Rebola" - "Vai Malandra" - "Rave de Favela" - "We Are the World of Carnaval" - "Anna Júlia" - "Leva Eu" - "Levada Louca" - "Pra Frente" - "Cadê Dalila?" - "Caranguejo" - "Maimbê Dandá" - "Dandalunda" - "Movimento da Sanfoninha" - "Calma amiga INTERLUDE" (com Pabllo Vittar) - "Balinha de Coração" (com Pabllo Vittar) - "Modo Turbo" (com Pabllo Vittar) - "Sua Cara" (com Pabllo Vittar) - "Que Rabão" - "Onda Diferente" - "Favela Chegou" - "Avisa Lá" - "Combatchy" - "No Chão Novinha" - "Show das Poderosas" - "Tic Nervoso" - "Mulher Brasileira (Toda Boa)" - "Chupeta" - "Até o Céu" - "Boys Don't Cry" - "Ai Papai" |
| 12 février 2023   | Ensaios da Anitta - Curitiba                       | Brésil                 | |
| 18 février 2023   | Carvalheira na Ladeira                             | Brésil                 | |
| 19 février 2023   | CarnaRildy                                         | Brésil                 | - Paranauê - Magalenha - Ritmo (Bad Boys for Life) - Rave de Favela - Avisa Lá - Modo Turbo - Ai Papai - Contatinho - Mais Uma - Envolver - Some que Ele Vem Atrás - Loka - Romance com Safadeza - Ela Não Vale Nada - Terremoto - Gata - Bola Rebola - Vai Malandra - Desce pro Play - Tá com o Papato - Tudo Nosso - Até o Céu - Lovezinho - Pancadão - Bate Lata - Céu da Boca - A Galera - Caranguejo - O Mundo Vai - Pra Frente - Cadê Dalila? - Anna Júlia - Arerê - Levada Louca - Sua Cara - Proibidona - Onda Diferente - Favela Chegou - Combatchy - No Chão Novinha - Show das Poderosas - Boys Don't Cry |
| 20 février 2023   | Bloco do Urso                                      | Brésil                 | |
| 21 février 2023   | Carnaval na Cidade                                 | Brésil                 | |
| 25 février 2023   | Bloco da Anitta - Rio de Janeiro                   | Brésil                 | |
| 10 juin 2023      | Cérémonie de clôture Ligue des champions de l'UEFA | Turquie                | - Envolver - Funk Rave |
| 11 juillet 2023   | Clôture du défilé Dolce & Gabbana Alta Moda        | Italie                 | - Bang - Downtown - Envolver - Desce pro Play - Sua Cara - Funk Rave - Paloma - Un Altro Ballo - Bola Rebola - Vai Malandra - Rave de Favela - Me Gusta - Garota de Ipanema |
| 20 août 2023      | Domingão com Huck                                  | Brésil                 | - Casi Casi - Funk Rave - Used to Be - Nu - Vai Vendo - Ai Papai |
| 2 septembre 2023  | Altas Horas                                        | Brésil                 | - Show das Poderosas - Vai Malandra - Zen (avec Juliette) - Envolver - Dançarina (avec Pedro Sampaio) - No Chão Novinha (avec Pedro Sampaio) - Used to Be - Funk Rave - Casi Casi - Quase Não Namoro (avec Juliette) - Nu |
| 12 septembre 2023 | MTV Video Music Awards                             | États-Unis             | - Used to Be - Funk Rave - Casi Casi - Grip - Back for More (avec Tomorrow X Together) |
| 17 septembre 2023 | Pipoca da Ivete                                    | Brésil                 | - A Estrada (avec Ivete Sangalo) |
| 23 septembre 2023 | Global Citizen Festival                            | États-Unis             | - Mil Veces - Funk Rave - Grip - Used to Be - Garota de Ipanema - Girl from Rio - Envolver - Bola Rebola - Rave de Favela - Boys Don't Cry |
| 15 novembre 2023  | Latin Recording Academy Person of the Year         | Espagne                | - Ausencia de Tí (Version en portugais) (avec Tiago Iorc) |